# 11455 Richardstarr
11455 Richardstarr è un asteroide della fascia principale. Scoperto nel 1981, presenta un'orbita caratterizzata da un semiasse maggiore pari a 3,0623840 UA e da un'eccentricità di 0,0435887, inclinata di 9,90538° rispetto all'eclittica.